# 成舍我
成舍我（1898年8月28日—1991年4月1日），名希箕，又名漢勛，考入北京大學時改名平，筆名丁一、一丁、小向、百憂、舍我。中华民国報人、教育家，在中国新闻史上享有很高声望与影响。湖南省湘乡縣人，生于南京。参与创办媒体、刊物近20家，重視新聞人才的培育，並在先後在北平、桂林創辦新聞專科學校，1955年在台北创办世界新聞職業學校（今世新大學）。

## 生平

### 早年
清末光緒24年（1898年）8月28日年出生於南京下關，原籍湖南省湘鄉。成舍我的祖父成策达曾做过曾国荃的幕僚。父亲成壁，在成舍我三岁时到安徽候补，后做过县级典史、巡检等小官，位卑禄薄，家境并不宽裕。光緒34年（1908年）父親任舒城監獄典史時，因囚犯越獄事件被誣陷入獄。上海《神州日報》駐安慶記者方石蓀，撰文報導真相，輿論大譁，其父乃獲平反。記者建議他試撰新聞稿，經其改正後投向報館，因屢被用，乃決心立志為新聞記者。

### 新闻與教育事业
清宣統元年（1909年），入安慶湖南旅皖第四公學求學。1911年，考入革命黨之青年軍第一隊並獲選保送南京入伍，父母皆以其年幼不願為職業軍人，為安庆《民碞報》任校對，間亦撰稿。不久加入國民黨，時由宋教仁代理國父為理事長。1913年，《民碞報》聘為外勤記者，曾兩次參與討袁秘密活動。以受軍閥注目，遠走瀋陽，初任《健報》校對，旋升副刊編輯。1916年，應中華革命黨邀，返安慶辦報討袁，即為督理安徽軍務之倪嗣仲所拘，幾遭不測，幸為倪的秘書長裴景福保釋，遂離皖赴滬，以投稿為生。這時也與陳獨秀和《民國日報》社長葉楚傖相識。這年，袁世凱去世，討袁運動結束。
1915年，成舍我到上海，与友人组成“卖文公司”，向各地刊物投稿。不久参与《民國日報》要闻和副刊编辑工作。1917年成舍我到北京发展，欲进北京大学深造，无奈无中学文凭不能报考，焦急中致书蔡元培，自述求学之殷，望校长通融。后准许旁听。1918年后经李大钊介绍入《益世報》北京版從事兼职编辑。当时北大规定，旁听生第一学年成绩平均分在80以上者，可以转为正式生。1919年9月，成舍我成为北大国文系正式生。1919年，成舍我以「安福與強盜」為題在《益世報》發表社論，北京政府因此將報社查封，總編輯潘雲超等皆被判罪。因美國提出抗議，後復刊。1921年夏，他从北大毕业，在《新青年》第9卷第2号发表译文《无产阶级政治》(列宁)，同时出版《中国小说史大纲》。
1924年，因《益世报》遷就軍閥便辞掉工作，用多年积攒的200大洋，在北京独立创办《世界晚报》。后来用《世界晚报》为本钱，滚动发展。社論、新聞、編輯與經營皆由成舍我擔任，邀請龔德柏專訪外交新聞，張恨水主編副刊，報社總共只有三個人。這年，直奉戰爭爆發，直軍總司令張福來由開封至北平，《世界晚報》頭條新聞標題，誤「福」為「禍」字被封，龔德柏逃至東交民巷避難。《世界晚報》五日後復刊，發行量原為三千份，至此一躍為一萬份以上，時人稱其為因禍得福。成舍我也是在這個時候與楊璠完婚。1925年2月，成舍我又在北平創辦《世界日报》，自任社長，9月又将《世界日报》第5版《画报》独立，办《世界画报》由林風眠主編。《世界晚報》此時規模漸具，分設經理、編輯兩部。1925年，軍閥張宗昌橫行北方，《京報》社長邵飄萍、《社會日報》社長林白水皆以觸其怒而先後遇害，北平各報僅刊以簡訊，略而不述，而《世界晚報》則以頭條黑邊標題致其哀悼之忱，兼申反抗之意。於是，舍我下獄，行將槍決，被前國務總理孫寶琦保釋倖免。
1927年，國民政府遷都南京之後，在南京创办《民生报》。1928年，成舍我任司法行政部秘書，代理部長為魏道明，還沒半年就返北平主持《世界日報》等三報。是年，長女成之凡生於北平。次年，次女幼殊出生，因與夫人楊璠意見不合離婚。1930年初，成舍我在李石曾的赞助下于4月16日离开北平由上海赴歐美考察報業，與程滄波曾同在倫敦大學政治經濟學院聽課。先到法国考察新闻业，后到瑞士日内瓦参加万国报界公会，又到比利时布鲁塞尔报界公会发表演说，再经德国、英国等地后到美国密蘇里大學新聞學院訪問，考察新闻事业。1931年2月19日回到上海。考察期间撰写两篇有关考察新闻业的通讯：《我所见之巴黎各报》和《在伦敦所见英国报界之新活动》。1932年至洛陽出席國難會議，參與政府安內攘外政策，發表對外外交必須獨立自主，對內國防必須充實準備的宣言。這年，與留法的蕭宗讓於北平結婚，並創辦北平世界新聞專科學校，以「德智兼修，手腦並用」為校訓。次年開學，成舍我自任校長，副校長為吳範寰，內分初級班、高級斑。是時天津《大公報》社斥鉅資購置新型高速輪轉機一部，原機以銀圓八千元廉讓與《世界日報》社，《大公報》張季鸞曾對成舍我說：「《大公報》以此起家，祝貴報今後亦以此報運昌隆」。1934年，南京《民生報》因揭發當時行政院長汪精衛親信彭學沛貪污案被查封，成舍我亦被拘禁四十日，釋放條件為《民生報》永遠停刊，及成舍我不可以其他名義在南京辦報。後至上海與人合資籌辦《立報》，推蕭同茲為董事長，聘張友鸞為總編輯，以「對外爭取國家主權獨立，驅除敵寇，對內督促政治民主，嚴懲貪污」為宗旨。上海為當時全國文化薈萃之地，報社林立，《立報》雖小型報，然以風格清新，文字生動，獨樹一幟，周旋於各大報之間，終為讀者所讚賞。1935年，長男思危出生，北平《世界日報》為健全管理制度，設總管理處。
1937年抗戰爆發，北平淪陷，《世界日報》被日本人竊據。上海《立報》於淞滬戰事期間加強抗日宣傳與報導，每日銷路逾二十萬份。這年，三女嘉玲出生。1938年，因上海淪陷轉在香港出版。同年成舍我被聘為國民參政員，此後四屆皆續聘。1939年，四女露茜出生。1941年，成舍我於香港《立報》撰文，預言日美開戰，香港淪陷後，《立報》被迫停刊。1942年，成舍我攜眷至桂林，在桂林創辦世界新聞專科學校，收容流亡學生，供膳宿，免學費。1943年，被聘為中國國民黨三民主義青年團評議員。1944年，桂林校舍被炸，學校停辦，攜眷遷居重慶。1945年1月，在重庆复刊《世界日报》，程滄波為總主筆，并创办“中国新闻公司”。该公司准备战后将中心前往南京，并分别在全国各地主要城市办起10家大报，都以《世界日报》為名。成舍我担任总经理兼报社社长。1945年11月20日北平复刊《世界日报》。
1946年為制憲國民大會社會賢達代表，參與審查中華民國憲法草案。1948年當選北平市立法委員。北京被解放军占领前，成舍我撤往南京，北平被佔領後，《世界日報》等三報俱遭中共查封后。1950年，移居香港，與王雲五、左舜生、許孝炎、程滄波、陳訓悆、阮毅成、劉百閔、雷嘯岑、陶百川、徐復觀、卜少夫等人，籌辦《自由人》三日刊。1952年冬，定居台灣。

### 定居台灣

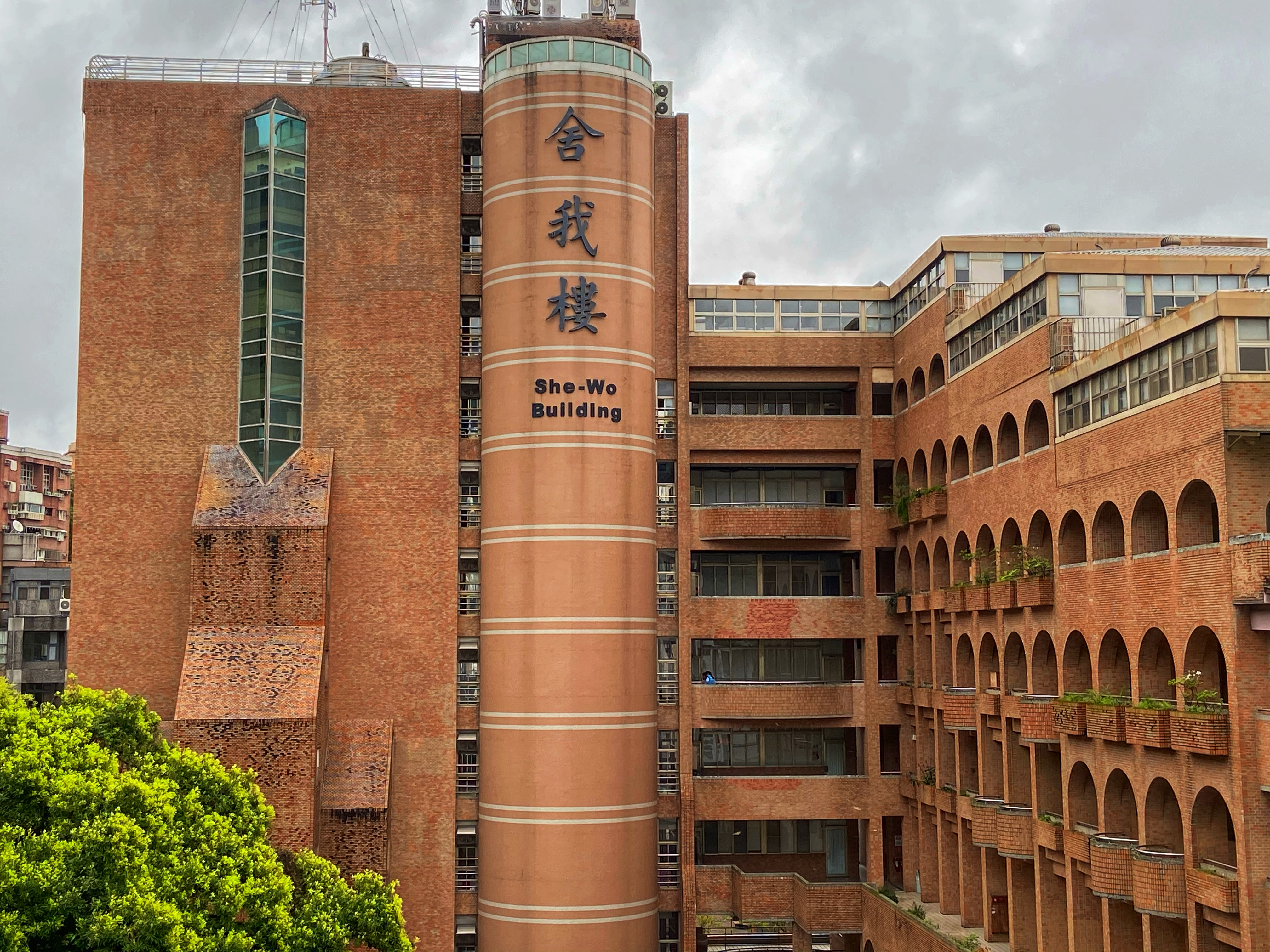
世新大學舍我樓，於1994年落成

1955年，曾在立法院以「人權保障與言論自由」為題，向行政院提出質詢。同年，發起籌辦「世界新聞學院」，次年，成立「世界新聞職業學校」（今世新大學），成擔任董事長兼校長，校址於臺北木柵溝子口。分高初級各一班，學生僅六十三人。1957年，校內發行《小世界》週刊。1948年，設「世界廣播電臺」，皆供教學之需。1960年，改制為專科學校，由蕭同茲任董事長，成舍我專任校長，三年制、五年制學生各一班。
《自由中國》半月刊發行人雷震因案涉嫌被捕，舍我與胡秋原、陶百川等，皆不滿軍法審判，遂於各報發表聲明，公開提出呼籟，署名者為成舍我、胡秋原，主稿則由陶百川為之。同年成舍我應美國國務院之邀赴美訪問。
1962年，世界新聞專科學校分設報業行政、編輯採訪、廣播電視三科，次年增設圖書資料科，並附設夜間部，其後增設電影製作、印刷攝影、觀光宣傳三科。
1967年，「臺灣世界書局」改組，成舍我當選董事，接任李煜瀛為董事長，改進業務，由虧轉盈。1969年，成舍我與中興大學教授韓鏡良結婚。1973年，蕭同茲病逝，董事長由成舍我兼代。隔年，董事會改選成舍我為專任董事長，校長由洪為溥接任。
1988年，台湾报业解禁，世界新聞專科學校《台灣立報》，以「搶救國家生存」及「維護大多數人民福利」為宗旨，稱為「目的在使三萬畢業校友及在校同學有一確無黨無派，不偏不倚之日報，實踐其所學新聞理論與才能」。
1991年4月1日，因心臟衰竭病逝於臺北市三軍總醫院，享耆壽九十五歲，葬於臺北縣深坑。

## 影响与评价

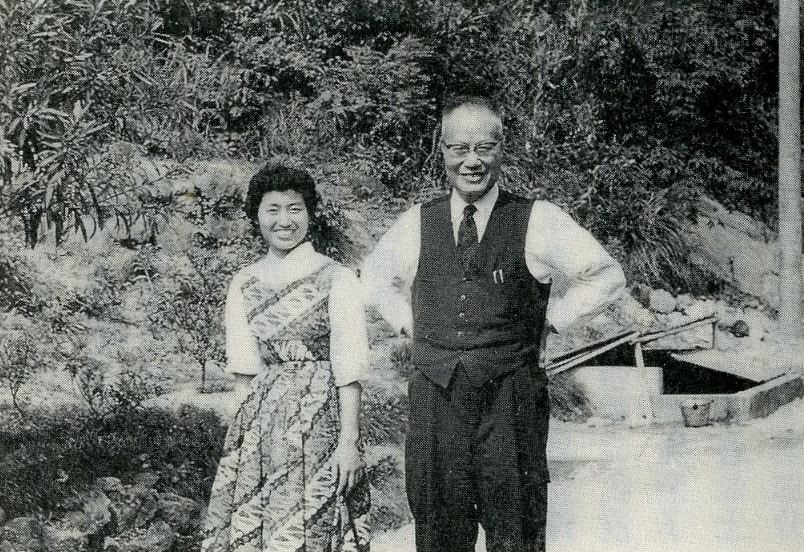
1956年在台北世新大學的成舍我和幺女成露茜

辦報與興學的過程講求「立場堅定，態度公正」、「德智兼修，手腦並用」。
遷台後，因當時報禁關係未能如願辦報。故於民國45年在台北木柵溝子口創辦「世界新聞職業學校」仍以「德智兼修，手腦並用」為校訓。一生為「新聞自由」與「人權保障」而奮鬥，民國44年擔任立法委員期間為前國大代表龔德柏蒙冤失蹤五年，有關當局「不審、不判、不殺、不放」在立法院提出質詢，並質問「新辦報紙雜誌何以不許登記？」，挑戰執政當局的「戒嚴」、「報禁」措施。義正辭嚴，擲地有聲，在當時台灣，尤有空谷足音之感！
舍我將其一生奉獻給了中國新聞事業與新聞教育，以終身記者自許。直至晚年病中口不能言，仍以筆書寫 「我要說話」四字，恰是舍我畢生事業寫照。

### 纪念
世新大學於2006年10月15日創校五十週年紀念日成立舍我紀念館，舍我紀念館設立之宗旨，在於紀念世新大學成創辦人舍我在辦報、興學與問政三方面的努力與貢獻。同時也為使各位貴賓能夠對成創辦人舍我有更多了解，本館也提供舍我生活物件及照片展示，希望能夠透過相關資料展示使各位能對舍我有更多的認識。同時本館的各個展示區域亦依照成舍我在辦報、興學、問政及生活各個領域的表現與貢獻來提供給各位各項資訊介紹。

## 家庭生活
成舍我先后有三任妻子：
1. 杨璠（第一任妻子）：育有2個女兒
2. 蕭宗讓（第二任妻子）：育有3個子女。[3]
3. 韓鏡良（第三任妻子）：台北中兴大学教授，1969年與成舍我結婚；居加拿大，歿。

成舍我共有一子四女：
1. 成之凡：曾經競選過法國總統，旅居法國，2021年逝世。
2. 成幼殊：曾經擔任外交官，居中國大陸，2021年5月5日逝世。
3. 成思危：前全國人大副委員長，2015年7月12日病逝，享壽80歲。
4. 成嘉玲：曾任世新大學第6任校長、董事長、南開科技大學董事長，現居台灣，現任世新大學榮譽董事長。
5. 成露茜：《台灣立報》已故發行人、世新大學舍我紀念館主任、講座教授、《台灣立報》發行人，2010年1月27日逝世[4]。

## 外部連結
- 成舍我紀念網站 （页面存档备份，存于）